# Rio Guarapiranga
O rio Guarapiranga é um curso de água situado na zona sul do município de São Paulo, no estado de São Paulo, no Brasil. O represamento de suas águas forma a Represa de Guarapiranga.

## Topônimo
O topônimo "Guarapiranga" é derivado do termo tupi antigo gûarapiranga, que significa "guará vermelho" (gûará, guará + pirang, vermelho + a, sufixo). O guará é uma ave que nasce preta e que vai se tornando vermelha à medida em que cresce.

## Descrição
Ao redor do pequeno trecho que resta do rio (também chamado de canal), estão situadas fábricas, principalmente metalúrgicas, além de algumas residências de classe média baixa no bairro do Socorro.
O encontro das águas do rio Guarapiranga com o rio Jurubatuba (também chamado rio Grande) dá origem ao rio Pinheiros.
Antes do represamento, o rio Guarapiranga começava originalmente a partir do encontro das águas do rio Embu-Guaçu e do rio Embu-mirim. O rio Embu-Guaçu tem suas nascentes no extremo sul de município homônimo, na serra do Mar. O rio Embu-mirim tem suas nascentes no município de Embu das Artes, próximo à divisa com Cotia.
A represa tinha, originalmente, a finalidade de atender às necessidades de produção de energia elétrica na Usina Hidrelétrica de Parnaíba, mas, atualmente, serve água potável a parte da Grande São Paulo.